# مير محمد
مير محمد (بالفارسية: میر محمد) هي قرية تقع في قسم بالابند الريفي في إيران. يقدر عدد سكانها بـ 137 نسمة بحسب إحصاء 2016.